# Majhfal
Majhfal est un comité de développement villageois du Népal situé dans le district de Dolpa. Au recensement de 2011, il comptait 2 576 habitants.